# 路德维希·施魏克特
路德维希·施魏克特（德語：Ludwig Schweickert，1915年4月26日—1943年7月11日），德国男子摔跤运动员。他曾代表德国参加1936年夏季奥林匹克运动会摔跤比赛，获得男子古典式中量级银牌。